# Barbara Howard (skådespelare)
Barbara Howard, född 4 november 1956 i Palatine, Illinois, är en amerikansk psykoterapeut och tidigare skådespelare. Hon är mest känd som Sara Parkington i Fredagen den 13:e del 4 och som Robin Agretti i Maktkamp på Falcon Crest. Hon gjorde sin filmdebut i Nu börjar livet!

## Filmografi (urval)
| År        | Titel                    | Roll            | Kommentar                             |
| --------- | ------------------------ | --------------- | ------------------------------------- |
| 1984      | Nu börjar livet!         | Gatsby Girl     |                                       |
| 1984      | Fredagen den 13:e del 4  | Sara Parkington |                                       |
| 1985–1986 | Maktkamp på Falcon Crest | Robin Agretti   | TV-serie                              |
| 1997      | Millennium               | Karen Nesbitt   | avsnittet "Loin Like a Hunting Flame" |